# Nouvelle Droite
De Nouvelle Droite (ook wel Nieuw Rechts of European New Right) is een extreemrechtse politieke beweging en filosofie die eind jaren zestig in Frankrijk ontstond. De beweging heeft connecties met oudere fascistische groeperingen en sommige academici scharen de ideologie onder het fascisme, alhoewel de aanhangers van de Nouvelle Droite dit zelf tegenspreken.
De beweging begon in 1968 met de vorming van de studiegroep GRECE door filosoof Alain de Benoist. Hij en andere oprichters waren al langer actief in extreemrechtse bewegingen. Een deel van de leden kwam voort uit de Duitse Conservatieve Revolutie. Deze beweging wordt doorgaans beschouwd als de wegbereider van het nationaalsocialisme (hoewel de nazi's ook leden van deze beweging vervolgd hebben omdat ze afwijkende ideeën hadden).
De beweging verzet zich tegen de Verlichting. Aanhangers zijn tegen liberalisme, multiculturalisme en democratie. Ze geloven in een natuurlijkheid van hiërarchie en klassieke genderrollen. Ze pleiten voor sterke volksidentiteiten waarbij elk volk een gebied heeft met sterke grenzen.
De Nouvelle Droite richt zich op 'metapolitiek'. Dit houdt in dat de beweging zich primair richt op het beïnvloeden van cultuur, intellectuelen en media – erop rekenend dat politieke invloed zal volgen. Hun leider, Benoist, riep op tot het omverwerpen van de liberale democratie door middel van een langdurige metapolieke strategie.
Anno 2019 zijn onder andere de identitaire beweging, de Alt-right, Erkenbrand en verscheidende radicaal-rechtse politieke partijen geïnspireerd op deze filosofie.

## Geschiedenis
Na de Tweede Wereldoorlog gingen veel aanhangers van extreemrechts ondergronds. Het was te controversieel geworden om deze ideologie aan te hangen en het kon zelfs resulteren in vervolging. Via democratische wegen verkozen worden was onwaarschijnlijk en daarom besloten de aanhangers dat er eerst weer een cultuurverandering moest plaatsvinden waarin hun ideeën weer geaccepteerd zouden worden.
De groep denkers was geïnspireerd door onder anderen de vooroorlogse denkers van de Conservatieve Revolutie: Ernst Jünger, Arthur Moeller van den Bruck en Oswald Spengler. Tevens werden ze geïnspireerd door Julius Evola.

### GRECE: 1968-1974
In 1968 werd GRECE opgericht. Het begon met een groep van rond de veertig leden, van wie Alain de Benoist, Pierre Vial, Jean-Claude Valla, Dominique Venner, Jacques Bruyas en Jean Jacques Mourreau prominente figuren waren. De groep hield zich bezig met ultranationalisme, anticommunisme, wetenschappelijk racisme en het verdedigen van de westerse beschaving. Ze keerden zich tegen migratie van mensen uit de koloniën naar Europa en namen een antikoloniaal standpunt in. Tevens verschoof de groep van onderscheid maken op basis van biologisch racisme naar onderscheid maken op basis van identiteit en cultuur. 

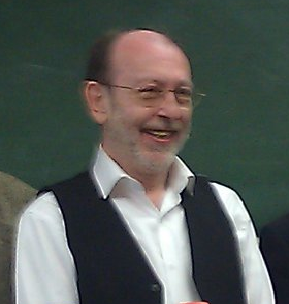
De Benoist, de leider van de ND, in 2011

GRECE deed moeite om niet over te komen als fascistisch. Zo circuleerde er een intern document waarin leden werd opgeroepen geen "achterhaalde taal" te gebruiken die de groep kon associëren met fascisme. GRECE riep zijn leden op te netwerken met Europa's invloedrijkste intellectuelen en bestuurders. Men geloofde in het idee dat culturele verandering aan politieke verandering vooraf moest gaan. Hierbij zouden normen en waarden, verpest door het liberalisme en modernisme, weer hersteld moeten worden.

### Na 2000
De denkwijze van GRECE kan bij de Alt-Right-beweging worden teruggevonden in de opvatting "politics is the downstream from culture". Aanhangers van deze filosofie hebben zich gekeerd tot het activisme, zoals de extreemrechtse Identitaire beweging of pogingen om politieke partijen te beïnvloeden. In Nederland associeert extreemrechtsonderzoeker Ico Maly Forum voor Democratie met deze beweging.

## Ideeën

### Immigratie en nationalisme
De Nouvelle Droite gelooft dat elk volk zijn eigen land moet hebben om daar in een eigen cultuur te leven. Immigratie zou zorgen voor verzwakking van deze cultuur. Hieruit volgend is de beweging tegen immigratie en voor sterke grenzen.

### Democratie
Nouvelle Droite gelooft dat de democratie terug moet naar hoe de oude Grieken het deden: alleen burgers met bepaalde voorouders en dezelfde culturele tradities mogen stemmen. De Nouvelle Droite gelooft dat mensen niet vrij en gelijk geboren worden, maar dat de wereld inherent hiërarchisch is. Een elite zou het volk moeten leiden in een samenleving waar ieder zijn plek en taken kent.

### Gendernormen
De Nouvelle Droite gelooft in traditionele gendernormen en het traditionele gezin. Homoseksualiteit, transgenders en feminisme worden als aantastingen hiervan gezien.

### Cultuur en media
Doordat de Nouvelle Droite gelooft dat cultuurveranderingen via cultuur gaan, vindt de beweging "correct" onderwijs, media en kunst belangrijk. Dit uit zich ook in sterke meningen over architectuur, muziek en literatuur.

### Links en liberaal
Socialisme en liberalisme worden gezien als vernederend voor een volk. Zowel kapitalisme als communisme worden hevig bekritiseerd.
Een recent invloedrijk Nouvelle Droite-manifest is "Why we fight" van Guillaume Faye uit 2001.